# Van Gogi
Van Gogi (Ван Гоги) è un film del 2018 diretto da Sergej Livnev.

## Trama
Il film racconta di un artista solitario Mark, tornato in Russia da suo padre dopo un lungo soggiorno all'estero. A casa, Mark scopre molte cose nuove da solo, ottiene risposte a domande che non gli danno tranquillità per tutta la vita.